# Янсен, Баренд Конрад Петрус
Баренд Конрад Петрус Янсен (1 апреля 1884, Зволле — 18 октября 1962) — голландский химик и биохимик. Вместе со своим коллегой Вильямом Фредериком Донатом он впервые выделил витамин B1 в кристаллической форме из рисовых отрубей.

## Научная деятельность
Баренд Янсен родился в Зволле 1 апреля 1884. В 1904—1909 он изучал химию в университете Амстердама. В 1909 году Янсен получил должность ассистента профессора ван Райнберка в департаменте физиологии этого же университета. Он начал работать в области биохимии — изучал биохимию пищеварения.
В 1913 году Янсен получил звание доктора химии от университете Утрехта, что позволило ему стать доцентом физиологической химии в университете Амстердама.
В 1915 году Янсен исследовал синтез мочевины из аминокислот, происходящий в печени.
Янсен переехал в Батавию (современное название — Джакарта) на острове Ява, где возглавил департамент фармацевтики и химии, входящий в состав медицинской лаборатории. Ява в то время была нидерландской колонией. Медицинская лаборатория, в которой работал Янсен, была частью института, в котором знаменитые ученые Ейкман и Гринс проводили пионерские работы по исследованию витамина B1. Начиная с 1918 года, Янсен опубликовал работы о водных ресурсах Батавии, содержании витаминов в кокосовом масле и анти-берибери витамине.
Кульминацией этих работ стала публикация 1926 года, в которой он описал выделение кристаллической формы витамина B1 из рисовых отрубей. Работа была выполнена совместно с Вильямом Фредериком Донатом. Это был первый витамин, изолированный в чистой форме.
В 1927 году Янсен стал профессором химии в медицинской школе Батавии.
В 1928 году он вернулся в Голландию, где стал профессором физиологической химии университета Амстердама и возглавил кафедру физиологической химии.
Янсен стал директором Нидерландского института общественного питания (Volksvoeding), участвовал в составлении пищевых стандартов на витамины.